# تاداشی تاکدا
تاداشی تاکدا (ژاپنی: 竹田 忠嗣؛ زادهٔ ۲۷ ژوئیهٔ ۱۹۸۶) یک بازیکن فوتبال اهل ژاپن است.
از باشگاه‌هایی که در آن بازی کرده‌است می‌توان به باشگاه فوتبال جف یونایتد چیبا و باشگاه فوتبال فاگیانو اوکایاما اشاره کرد.